# N-655
La N-655 o Acceso al puerto exterior de Ferrol, es una carretera nacional española, que une la FE-12 con el puerto exterior de Ferrol, perteneciente a la Red de Carreteras del Estado. Además hay otras vías intermedias que la conectan con la carretera autonómica AC-116 (carretera de Catabois) y con la autovía autonómica AG-64. Tiene unos 14,9 kilómetros de longitud.
A mediados de los años 2000 se empezó a construir, dividida en 3 tramos. El primer tramo entre la FE-12 y el enlace de Marmancón (5 kilómetros de longitud) fue puesto en servicio en octubre de 2008, el segundo tramo entre el enlace de Marmancón y enlace de Fuentemayor (5 kilómetros de longitud) fue puesto en servicio en abril de 2009 y el tercer tramo entre el enlace de Fuentemayor y el acceso al puerto exterior de Ferrol (4,9 kilómetros de longitud) fue puesto en servicio en septiembre de 2008.

## Tramos
| Denominación | Tramo                                           | Kilómetros | Año servicio |
| ------------ | ----------------------------------------------- | ---------- | ------------ |
| N-655        | FE-12 Freixeiro - DP-3611 Marmancón             | 5          | 2008         |
| N-655        | DP-3611 Marmancón - DP-3608 Fuentemayor         | 5          | 2009         |
| N-655        | DP-3608 Fuentemayor - Puerto exterior de Ferrol | 4,9        | 2008         |

## Trazado
| Velocidad | Esquema | Salida | Sentido Río do Pozo (Narón)                                                                       | Carriles | Sentido Freixeiro (Narón) | Carretera       | Notas |
| --------- | ------- | ------ | ------------------------------------------------------------------------------------------------- | -------- | --- | --------------- | ----- |
|           |         |        | Comienzo de la Carretera de Acceso al puerto exterior de Ferrol N-655 Procede de: FE-12 Freixeiro |          | Fin de la Carretera de Acceso al puerto exterior de Ferrol N-655 Incorporación final: FE-12 Dirección final: FE-12 AG-64 Puentes de García Rodríguez río do Pozo AC-566 Narón Cedeira FE-12 Narón AP-9 E-1 Ferrol La Coruña |                 |       |
|           |         |        |                                                                                                   |          | Ferrol - Valdoviño Puentes de García Rodríguez - Villalba | AC-116 AG-64    |       |
|           |         |        | Esmelle Cobas - Serantes                                                                          |          | Esmelle Cobas - Serantes | DP-3611 DP-3603 |       |
|           |         |        | Valón Prioriño playa de Doniños                                                                   |          | Valón Prioriño playa de Doniños | DP-3608         |       |
|           |         |        | Aduana Control de acceso Puerto Exterior Prioriño                                                 |          | Aduana Control de acceso Puerto Exterior Prioriño |                 |       |
|           |         |        | Puerto Exterior Prioriño                                                                          |          | Inicio de la Carretera N-655 |                 |       |